# Pentru Voi
Fundația „Pentru Voi” este o organizație nonguvernamentală din Timișoara care oferă servicii comunitare pentru adulții cu dizabilități intelectuale. A fost înființată în 1996 și se bazează pe sprijinul comunității, pe parteneriatul de lungă durată cu Consiliul Local Timișoara, pe cooperare guvernamentală și internațională, precum și pe propriile activități aducătoare de venit.

## Viziune
Fundatia are ca scop integrarea persoanelor cu dizabilități de dezvoltare pe piața de muncă, deoarece ei ar trebui să beneficieze de drepturi și șanse egale. Fundația Pentru Voi încearcă să ofere sprijinul de care au nevoie aceste persoane, și de asemenea li se ofera respect pentru efortul care îl depun. Activitatea acestui ONG are la bază credința că toate persoanele au drepturi egale si trebuie valorificate, dizabilitatea fiind o problemă ce aparține de domeniul drepturilor omului.

## Misiune
Se încearcă creșterea calității vieții pentru persoanele cu dizabilități de dezvoltare si familiile acestora.

## Valori
- Demnitatea fiecărei persoane
- Autonomia și autodeterminarea
- Egalitatea de șanse
- Etică solidarității

## Obiectivele principale
- Crearea de servicii sociale comunitare
- Sprijinirea angajării în muncă a persoanelor cu dizabilități intelectuale
- Elaborarea de politici publice bazate pe Convenția ONU privind drepturile persoanelor cu dizabilități
- Monitorizarea respectării drepturilor omului pentru persoanele cu dizabilități intelectuale
- Sprijinirea familiilor
- Creșterea conștientizării comunității cu privire la dizabilitatea intelectuală

## Beneficiari
În prezent fundația are 180 beneficiari, adulți cu dizabilități de dezvoltare și familiile lor. 
Serviciile sociale sunt furnizate prin intermediul Centrului de Servicii Sociale „Pentru Voi”, care este rezultatul unui parteneriat public privat cu Consiliul Local al Municipiului Timișoara și este finanțat de bugetul local.

## Activitați

### Furnizare de servicii comunitare

#### Centre de zi
- Centrul de zi „Impreuna” pentru 84 persoane cu dizabilități intelectuale medii și ușoare cuprinzând 4 ateliere: Copy-Center, Asamblări, Croitorie și decorațiuni, Bricolaj și Grădinărit
- Centrul de zi „Ladislau TA¡csi” pentru 54 de persoane cu dizabilități intelectuale severe, multiple și cu comportament provocator.
- Centrul de zi „Orizonturi Noi” este în construcție din anul 2011. Acesta va găzdui 30 persoane cu dizabilități intelectuale care vor desfășura activități specifice copy-center. Inaugurarea centrului va avea loc în prima parte a anului 2012.

#### Serviciul de angajare sprijinită
Oferă suport permanent pentru 20 de persoane angajate pe piață liberă a muncii și pentru 45 persoane angajate în Unitatea protejată „Pentru Voi”. Oferă profil vocațional, căutare de locuri de muncă, training vocațional și training pentru abilități sociale, inserție profesională și acompaniament pentru peste 90 persoane. 

#### Locuințe protejate
- DINA - locuința protejată cu supraveghere permanență, pentru 5 persoane cu dizabilități de dezvoltare.
- LAURA - locuința protejată cu sprijin timp de 18 ore pe săptămâna, pentru 3 persoane cu dizabilități de dezvoltare, care au loc de muncă.
- DORA - locuința protejată cu sprijin timp de 18 ore pe săptămâna, pentru 4 tinere cu dizabilități de dezvoltare, care au loc de muncă.
- CRISTIAN - locuința protejată pentru 5 adulți cu dizabilități intelectuale severe.
- OVIDIU - locuința protejată pentru 3 persoane cu dizabilități de dezvoltare.

#### Centru respiro(de îngrijire pe termen scurt)
Este deschis 24 ore pe zi, 7 zile pe săptămână și poate găzdui 3 beneficiari pe o perioadă determinată.

#### Sprijin pentru viață în comunitate
Acompaniament social, recreere, etc.

#### Servicii la domiciliu
Este cel mai nou serviciu și se adresează beneficiarilor „Pentru Voi” care nu se pot deplasa în cadrul centrelor noastre de zi. 

### Unitatea protejată „Pentru Voi”
Unitatea protejată „Pentru Voi” funcționează că o întreprindere socială a cărui scop este angajarea pe piața de muncă a unui număr cât mai mare de persoane cu dizabilități intelectuale. Este autorizată în bază legii 448/2006. A început activitatea în anul 2007, având 7 beneficiari angajați, inițial fiind sprijinită financiar de Fundația „Pentru Voi”. După numai câteva luni numărul angajaților a crescut, unitatea devenind complet independentă financiar. Dezvoltarea Unității Protejate și creșterea numărului de colaboratori/comenzi are că scop angajarea a cât mai multor adulți cu dizabilități intelectuale, crescându-le astfel șansele la o viață mai bună. Totodată, colaborările cu firmele se pot finaliza și cu angajarea unor beneficiari pregătiți pentru piața liberă a muncii. 
În prezent, Unitatea protejată „Pentru Voi” are 45 de angajați, persoane cu dizabilități intelectuale. 
Unitatea oferă diverse produse și servicii:
- Produse: felicitări de Paște sau Crăciun, trăistuțe, cercei, lumânări, aranjamente florale cu motive specifice, în funcție de eveniment (aceste produse sunt făcute manual). Atelierul Copy Center oferă o gamă variată de produse de tipografie - broșuri, rapoarte, cărți de vizită, etichete, legitimații, afișe, pliante, calendare, s.a.
- Servicii: de curățenie, de ambalare, asamblare, sortare și etichetare, marcare parcări interioare, amenajarea spațiu exterior și spații verzi
- Activități de vânzări/intermedieri - potrivit OUG. 86/2008 doar unitățile protejate înființate în cadrul organizațiilor persoanelor cu handicap, asemeni UP „Pentru Voi”, pot desfășura activități de vânzări/intermedieri.

### Campanii lobby, advocacy și strângere de fonduri
Încă de la înființare, Fundația „Pentru Voi” s-a implicat activ la elaborarea și modificarea legislației în domeniul dizabilității intelectuale din România și Europa. 
Fundația organizează campanii de promovare a unei atitudini nediscriminatorii, campanii de lobby și advocacy pentru promovarea drepturilor persoanelor cu dizabilități de dezvoltare dar și campanii de strângere de fonduri pentru crearea de noi servicii comunitare pentru aceștia. 
Iată câteva din cele mai importante rezultate: 
1. A pus bazele Strategiei Naționale Arhivat în 21 aprilie 2012, la Wayback Machine. pentru egalizarea șanselor pentru persoane cu dizabilități, care a fost aprobată de Guvern în Noiembrie 2002.
2. A participat activ la procesul legislativ de elaborare a legii 448/2006 privind protecția și promovarea drepturilor persoanelor cu handicap din România. Articolul 78 privind angajarea pe piață muncii, în unități protejate a persoanelor cu dizabilități a fost introdus că urmare a demersurilor active ale Fundației „Pentru Voi”.
3. În ultimii ani a derulat o campanie amplă de modificare a Codului Muncii și a Codului Civil pentru că și persoanele cu dizabilități intelectuale puse sub interdicție judecătorească să fie angajate în unități protejate, cu acordul tutorelui.

### Autoreprezentare
„Pentru Voi” organizează sesiuni de autoreprezentare lunare pentru 80 de autoreprezentanti, beneficiari ai Fundației. Autoreprezentanții participă la diverse evenimente în țara și în străinătate, în calitate de simpli participanți sau ca vorbitori. Anual se organizează la Mamaia conferința națională pentru 50 autoreprezentanți și însoțitorii acestora. (autoreprezentanții sunt persoane cu dizabilități intelectuale capabile să ia decizii cu privire la viața lor și să se autoreprezinte).

### Centru resursa
Fundația oferă sesiuni de training și seminarii, organizează conferințe naționale și internaționale, publică, traduce și diseminează la nivel național broșuri, manuale și alte materiale din domeniul dizabilității de dezvoltare. 
Câteva din principalele rezultate în cei 15 ani de activitate: 
- Peste 50 materiale de specialitate în domeniul dizabilității intelectuale
- Peste 1000 persoane instruite prin cursuri, seminarii, conferințe
- Peste 500 jurnaliști informați despre activitatea și proeictele derulate
- Peste 100.000 persoane informat despre problematică persoanelor cu dizabilități intelectuale
- Peste 1000 voluntari implicați în activitățile și proiectele Fundației

## Proiecte principale derulate până în prezent
- Instruirea personalului centrului de zi pentru adulți cu dizabilități aPentru Voi” (1997 a1999) realizat cu sprijinul Ministerului Afacerilor Externe al Olandei, programul MATRA

- Centru resursa pentru integrarea Tinerilor cu Handicap Mental (1998- 1999) prin programul PHARE LIEN microproiecte

- Serviciu rezidențial pe baze comunitare DINA (1999) - permanent, realizat cu sprijinul MMSS și al fundației olandeze FESTOG

- Serviciu rezidențial pe baze comunitare DINU (2000) - permanent, realizat cu sprijinul MMSS și al fundației SOROS prin Centrul de Politici și Servicii de Sănătate
- Centrul de relaxare și Instruire Răul Mare Retezat (1999 - 2000) prin programul PHARE LIEN macroproiecte

- Promovarea drepturilor omului pentru persoanele cu dizabilități intelectuale în Societatea Civilă (2000-2002)

- Pe propriile picioare (2003) a beneficiat de o finanțare din partea Autorității Naționale pentru Persoane cu Handicap

- Învăța să asculți e normal să fii diferit! (2004) a beneficiat de finanțarea Institutului pentru o Societate Deschisă, Budapesta

- Încă un pas (2004). Proiectul a fost finanțat de Autoritatea Națională pentru Persoane cu Handicap

- Pune-te în locul meu! a fost finanțat de Fundația pentru o Societate Deschisă

- Grupul de mobilizare al părinților (1998 a 2006) a beneficiat de o finanțare din partea Fundației de Ajutor Internațional a Organizației Persoanelor cu Dizabilități Suedia și Inclusion Internațional.

- Angajarea în muncă a persoanelor cu dizabilități, (2006) a beneficiat de finanțarea Inițiativei pentru Sănătate Mentală Budapesta

- Extinderea serviciilor de zi pentru adulți cu dizabilități intelectuale (decembrie 2005 - noiembrie 2006)

- Casa mea. Timpul meu. Viață mea. (2006) a beneficiat de o finanțare din partea Autoritatatii Naționale pentru Persoanele cu Handicap

- Centru respiro pentru adulți cu dizabilități intelectuale, 2007 a beneficiat de finanțare din partea Autoritatății Naționale pentru Persoanele cu Handicap

- Diferiți, dar împreună (2007 - 2008) beneficiază de finanțarea Inițiativei pentru Sănătate Mentală Budapesta

- Vreau și pot să muncesc! (2008 - 2009) a beneficiat de finanțarea Uniunii Europeane și Guvernul României, prin programul PHARE 2006 a Coeziune Economică și Socială, Dezvoltarea Resurselor Umane - Măsuri de Incluziune Socială.

- Casă Cristian (2008 - 2009) a beneficiat de finanțarea Inițiativei pentru Sănătate Mentală a Institutului pentru o Societate Deschisă Budapesta și se desfășoară în parteneriat cu Consiliul Local al Municipiului Timișoara.

- Autismul nu dispare la 18 ani! (decembrie 2008 a noiembrie 2009) beneficiază de finanțarea Uniunii Europeane prin programul PHARE 2006 - Suport pentru dezvoltarea serviciilor comunitare de sănătate mintală și dezinstituționalizarea persoanelor cu probleme de sănătate mentală.

- Start profesional pentru persoanele cu dizabilități intelectuale (2009 a 2010), finanțat de Fundația United Way România.

- Parteneriate pentru comunitate (2010), desfășurat în parteneriat cu Centrul de Resurse pentru Participare Publică (Cere) și ASOCIAȚIA aSPRIJINITI COPIIIa, pe parcursul anului 2010.

- Stop discriminării împotrivă persoanelor cu dizabilități intelectuale (2010 a 2011), proiect finanțat de CEE Trust, și se desfășoară în parteneriat cu Centrul de Resurse Juridice și Institutul de Politici Publice România.

- Pathways to work: Parteneriat internațional pentru angajarea persoanelor cu dizabilități (2009 a 2011), proiect finanțat de Uniunea Europeană prin programul Leonardo da Vinci, coordonat de Colegiul Vocațional Keskuspuisto din Finlanda, și implementat de Fundația „Pentru Voi” în parteneriat cu organizația finlandeză, Colegiul Gorseinon din Marea Britanie, Fundația aSalva Vita” din Ungaria și Centrul de Reabilitare Vocațională Astangu din Estonia.

- Economia socială: o șansa pentru persoanele cu dizabilități intelectuale (2009 - 2012) este cofinanțat din Fondul Social European prin Programul Operațional Sectorial Dezvoltarea Resurselor Umane 2007-2013 - „Investește în oameni!”.

- Excelnet: Înființarea unei rețele de centre de excelență în furnizarea serviciilor de reabilitare și integrare profesională pentru persoane cu dizabilități ca grup vulnerabil pe piața muncii (2011 - 2014) este cofinanțat din Fondul Social European prin Programul Operațional Sectorial Dezvoltarea Resurselor Umane 2007-2013 - „Investește în oameni!”.

- Training Opportunities for People with Intellectual Disabilities (TOPSIDE)/ Oportunități de Training pentru Persoanele cu Dizabilități Intelectuale (2011 a 2013) este finanțat de Comisia Europeană prin Lifelong Learning Programme.

## Federații și coaliții din care face parte fundația
- Incluziune a Federația Asociațiilor pentru Persoane cu Dizabilități Intelectuale din România
- Inclusion Europe - Federația Asociațiilor pentru Persoane cu Dizabilități Intelectuale din Europa
- Inclusion Internațional - Federația Asociațiilor pentru Persoane cu Dizabilități Intelectuale din întreaga lume
- The European Association of Service Providers for Persons with Disabilities (EASPD)
- European Disability Forum (EDF)
- Dizabnet

## Premii
- 2011 - „Premiul Municipiului Timișoara pentru Excelentă în Implicare Socială pe Anul 2011”, oferit Fundației aPentru Voi” prin hotărârea domnului Primar Gheorghe Ciuhandu.
- 2011 - „Cel mai bun program derulat de ONG-uri la Categoria Integrare Socială și Profesionala”, oferit de United Way profesional pentru persoanele cu dizabilități intelectuale.
- 2010 - aCele mai bune materiale informative pe teme de incluziune sociala”, în cadrul Conferinței regionale pentru promovarea dialogului în domeniul incluziunii sociale 2010.
- 2009 - „Cea mai bună campanie de voluntariat public” cu proiectul „Un prieten pentru TINE” în cadrul premiilor Galei Oameni pentru Oameni. Nu numai viețile beneficiarilor noștri au devenit mai luminoase, dar și cele ale voluntarilor, aceștia câștigând la rândul lor un prieten, 2009.
- 2009 - „Picatura chinezeasca” pentru impact și consecventa” în proiectul "Diferiți, dar împreună", în cadrul Galei Premiilor Participării Publice 2009
- 2008 - „Premiul Handinnov în Romania”, pentru proiectul „Diferiti, dar impreuna”, oferit într-un eveniment organizat sub patronajul Președinției Franceze a Uniunii Europene, 2008.
- 2008 - „Marele Premiu al Galei Societății Civile”, cu proiectul „Diferiti, dar impreuna”, pentru integrarea pe piață muncii a 73 persoane cu dizabilități intelectuale precum și încheierea a 32 de parteneriate ale unității protejate cu diferite companii, 2008.
- 2006 - „Premiul special pentru proiect local” pentru proiectul „Un prieten pentru TINE”, în cadrul PR Awards 2006
- 2003 - „Model de excelentă în furnizarea de servicii sociale comunitare pentru persoanele cu dizabilități intelectuale" pentru Centrul de zi „Impreuna”, din partea Open Society Mental Health Inițiative Budapesta, 2003.